# لنز سخت نفوذپذیر به گاز

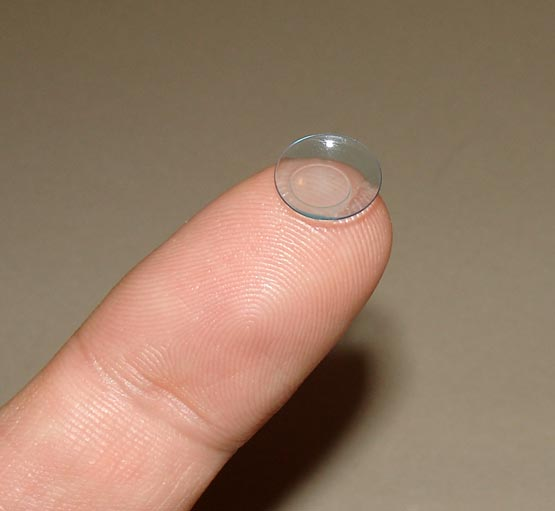
لنز سخت نفوذپذیر به گاز(RGP)

یک لنز سخت نفوذپذیر به گاز، همچنین به عنوان RGP لنز یا لنز GP شناخته می‌شود، یک لنز سخت ساخته شده از پلیمرهای نفوذپذیر به اکسیژن است. در ابتدا توسعه یافته در اواخر دهه ۱۹۷۰ و در طول دهه‌های ۱۹۸۰ و ۱۹۹۰، آن‌ها نسبت به لنزهای سخت قبلی که محدودیت انتقال اکسیژن به چشم داشتند بهبود یافتند.
لنزهای سخت قادر به جایگزینی شکل طبیعی قرنیه با یک سطح انکساری جدید است. این به این معنی است که لنز تماسی سخت منظم (کروی) می‌تواند سطح دید خوبی در افرادی که آستیگماتیسم یا شکل قرنیه نامنظم به عنوان مثال قوز قرنیه دارند، فراهم آورد. اما این‌ها نیاز به یک دوره تطبیق‌پذیری قبل از به دست آوردن راحتی کامل دارند.